# Charlotte (Iowa)
Pour les articles homonymes, voir Charlotte.
Charlotte est une ville du comté de Clinton, en Iowa, aux États-Unis. Elle est incorporée le 5 décembre 1904. La ville est nommée en l'honneur de la femme du premier postier de la ville, Charlotte Gilmore.

## Source de la traduction
- (en) Cet article est partiellement ou en totalité issu de l’article de Wikipédia en anglais intitulé « Charlotte, Iowa » (voir la liste des auteurs).